# Palpita limbata
Palpita limbata is een vlinder uit de familie van de grasmotten (Crambidae), uit de onderfamilie van de Spilomelinae. De wetenschappelijke naam van deze soort is voor het eerst voorgesteld als Margaronia limbata door Arthur Gardiner Butler in een publicatie uit 1886.
De spanwijdte is ongeveer 3 centimeter.
De soort komt voor in Papoea-Nieuw-Guinea, Australië (Queensland, New South Wales) en de Solomonseilanden.